# Tragia cubensis
Tragia cubensis là một loài thực vật có hoa trong họ Đại kích. Loài này được Urb. miêu tả khoa học đầu tiên năm 1930.